# Gurnià
Gurnià (en grec: Γουρνιά) és un jaciment arqueològic minoic situat a Creta, a 15 km al nord de la ciutat de Ieràpetra, a la prefectura de Lassithi. Gurnià és al cim d'un pujol situat a uns centenars de metres del golf de Mirabello.

## Història
El lloc fou excavat al començament del segle XX per Harriet Boyd-Hawes. No es coneix el nom del lloc en època minoica. Gurnià, que significa 'abeurador' en grec modern, fou el nom que es va donar al jaciment quan s'hi van trobar nombrosos dipòsits d'aigua. És conegut també amb el nom de «la Pompeia de la Creta minoica».

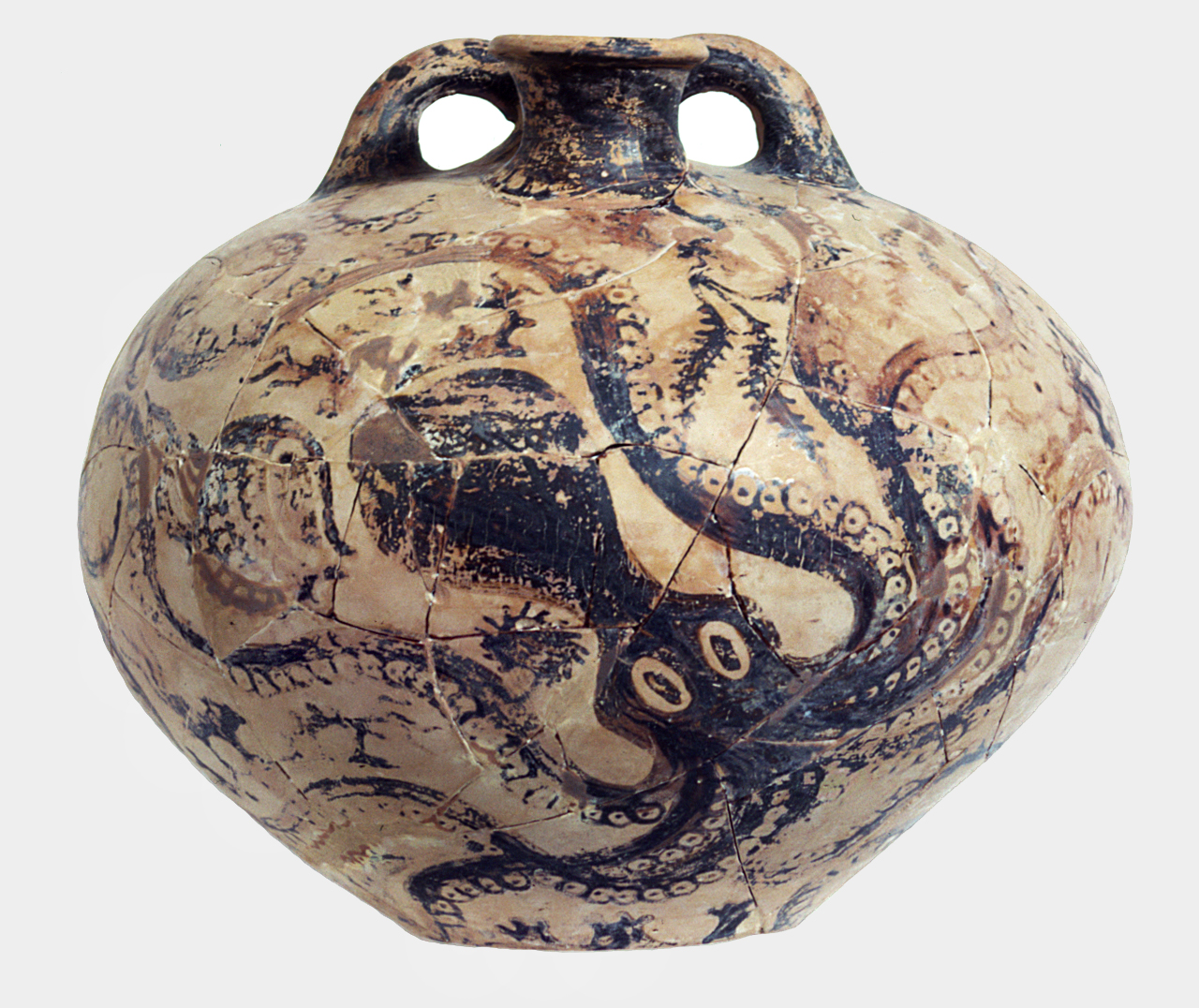
Gerro trobat a Gurnià

Gurnià i d'altres llocs minoics es van establir al llarg de la costa nord de Creta, on les tempestes estacionals, sobretot a l'hivern, portaven la sal cap a l'interior, cosa que feia que la terra no fos apta per al conreu. Tanmateix, la situació geogràfica de l'assentament és estratègica, ja que es troba al punt més estret de l'illa, amb una bona connexió amb els quatre punts cardinals. Això va fer de Gurnià el centre comercial principal de l'illa en l'època minoica. Hi ha proves que els minoics i els egipcis van mantenir relacions comercials d'intercanvi: la influència d'aquesta relació es pot veure en l'art, en diversos artefactes trobats en diferents jaciments d'ambdues cultures.
Segons sembla, va estar ocupat des del minoic antic (al voltant del 2300 aC) i hi ha signes d'ocupació del començament del minoic mitjà, però els edificis principals es van construir durant el minoic mitjà III o el minoic recent, quan la ciutat va ser destruïda, al mateix temps que els altres palaus principals de l'illa, cap al 1450 aC. Uns cinquanta anys més tard es va tornar a ocupar fins que va ser abandonada definitivament, cosa que va tenir lloc al voltant del 1200 aC. El palau tenia unes mesures de 50 x 37 metres.